# Andrzej (Tarasow)
Andrzej, imię świeckie Andriej Siergiejewicz Tarasow (ur. 19 lipca 1975 w Tomsku) – rosyjski biskup prawosławny. 

## Życiorys
W 1992 rozpoczął naukę w seminarium duchownym w Moskwie, które ukończył w 1996 jako student zaoczny. Od 1995 służył bowiem w eparchii barnaułskiej: 28 października 1995 został wyświęcony przez jej zwierzchnika, biskupa Antoniego, na diakona, zaś dwa dni później – na kapłana. Służył w katedralnym soborze Opieki Matki Bożej w Barnaule.
7 marca 1996 złożył wieczyste śluby mnisze, zachowując dotychczasowe imię. Od maja tego samego roku był spowiednikiem szkoły duchownej w Barnaule. W kwietniu 1997 stanął na czele oddziału pracy charytatywnej i społecznej eparchii barnaułskiej. W 1998 otrzymał godność igumena. W październiku 1999 otrzymał stanowiska prorektora szkoły duchownej w Barnaule oraz przewodniczącego oddziału edukacji religijnej i katechizacji eparchii barnaułskiej. W 2000 podjął zaoczne studia teologiczne w Moskiewskiej Akademii Duchownej. W 2001 został proboszczem parafii św. Jana Teologa w Barnaule, którą to funkcję pełnił przez rok. W 2002 został ekonomem eparchii barnaułskiej.
W 2003 przeszedł w skład duchowieństwa eparchii woroneskiej i podjął działalność duszpasterską w soborze Opieki Matki Bożej w Woroneżu, został także sekretarzem eparchii i przewodniczącym fundacji św. Mitrofana z Woroneża koordynującej prace nad budową soboru Zwiastowania w Woroneżu. W 2004 ukończył studia teologiczne, zaś rok później otrzymał godność archimandryty.
W 2009 podjął studia doktoranckie w dziedzinie prawa kanonicznego. Ukończył również kurs języka angielskiego w Oksfordzie. W tym samym roku został proboszczem parafii przy soborze Zwiastowania w Woroneżu.
27 lipca 2011 Święty Synod Rosyjskiego Kościoła Prawosławnego nominował go na biskupa ostrogoskiego, wikariusza eparchii woroneskiej. Jego chirotonia biskupia odbyła się 18 września 2011 w soborze Zwiastowania w Woroneżu z udziałem patriarchy moskiewskiego i całej Rusi Cyryla,  metropolitów sarańskiego i mordowskiego Warsonofiusza, woroneskiego i borysoglebskiego Sergiusza, arcybiskupów kurskiego i rylskiego Hermana, biełgorodzkiego i starooskolskiego Jana, orłowskiego i liwieńskiego Pantelejmona, lipieckiego i jeleckiego Nikona, świętogórskiego Arseniusza, boryspolskiego Antoniego oraz biskupów archangielskiego i chołmogorskiego Daniela, morawickiego Antoniego (Serbski Kościół Prawosławny), sołniecznogorskiego Sergiusza oraz borysowskiego Beniamina.
W 2013 został pierwszym ordynariuszem nowo utworzonej eparchii rossoszańskiej. W 2020 r. odszedł w stan spoczynku z uwagi na zły stan zdrowia.